# Stone (Kent)
Stone is een civil parish in het bestuurlijke gebied Dartford, in het Engelse graafschap Kent met 10.778 inwoners.